# Amparoina heteracantha
Amparoina heteracantha är en svampart som beskrevs av Singer 1976. Amparoina heteracantha ingår i släktet Amparoina och familjen Tricholomataceae.   Inga underarter finns listade i Catalogue of Life.